# المواصلات (رداع)

تعديل مصدري - تعديل

حارة المواصلات هي إحدى حارات مدينة رداع أحد مدن محافظة البيضاء، بلغ تعداد سكانها 1495 نسمة حسب تعداد اليمن لعام 2004.